# 启动转换
启动转换（英語：Boot Camp）是苹果公司用於幫助用户在內置Intel處理器的蘋果電腦上安装微軟的Windows系列操作系统的机制。軟件包含了不具破壞性的分割磁碟工具和支援Windows的驅動程式CD映像檔案。除這些驅動程式外，还包括了Windows控制台便于設定用戶主要的操作系统。
它不是一個虛擬化的程式，尽管它容許Windows和Mac OS X兩種操作系統並存；Boot Camp只容許用戶每次開機使用一種操作系統。當用戶正在使用Windows并需要轉回Mac OS X時，则必須重新啟動電腦，反之亦然。
该软件需要用戶更新內置Intel處理器的麥金塔電腦韌體至最新版本，而最新的版本包含了開機程式和BIOS兼容模組，令到這部內置EFI技術的電腦能夠啟動其他操作系統。
启动转换仅支持运行Mac OS X Leopard及更新版本的基于Intel处理器的蘋果電腦。

## 其他作業系統
理論上，Boot Camp能夠在配置Intel處理器的麥金塔電腦上安裝其他作業系統，包括Linux的擴充版本如Xandros和Linspire。當中一位來自Linspire討論區的網友張貼了一些嘗試在MacBook Pro上安裝Linspire的文章，但是最終安裝失敗。其他的Linux如Ubuntu則能夠在Boot Camp下運行，而X Window因為不能在螢幕上顯示而運行失敗。
微軟也曾經在2006年六月時，透過MacBook Pro展示其最新作業系統Windows Vista及辦公室軟體Office 2007。網路上也有許多人成功將Windows Vista安裝到蘋果電腦之上。

## 軟件要求
- Mac OS X v10.4.6或更新版本的Mac OS X/OS X/macOS。
- 至少10GB的硬碟可用空間
- 內置Intel處理器的Mac並更新至最新韌體
- 一片能夠寫入的CD或DVD，驱动程序已经内置于Leopard系统安装盘内，因此Leopard下使用bootcamp安装Windows程序时，并不需要可写入的CD或DVD
- Windows XP SP2以上的家用版或專業版或Windows Vista或Windows 7或Windows 8及Windows 8.1的安裝光碟和註冊碼（不能以多片光碟安裝、升級版本或多媒體中心版本安裝）

註：雖然能夠使用SP1版本的Windows XP安裝，但是將有部分驅動程式不能安裝。

## 版本更新
| 1.0 測試版   | 2006年4月5日   | - 首次發行 |
| 1.1 測試版   | 2006年8月26日  | - 支援最新用上Intel的微處理器的蘋果電腦 - 以預設的硬碟分隔空間大小去簡化硬碟分割程序 - 能在任何內置硬碟中安裝Windows XP - 支援內置的iSight照相機 - 支援內置錄音器 - 支援將蘋果鍵盤上的右側蘋果鍵作為滑鼠右鍵使用 - 改善對蘋果鍵盤的支援（Delete、PrintScreen、NumLock及ScrollLock鍵） |
| 1.1.1 測試版 | 2006年9月14日  | - 支援用上Core 2 Duo微處理器的iMacs |
| 1.1.2 測試版 | 2006年10月30日 | - Apple USB Modem可正常使用 - 點觸版支援右鍵和渦軸手勢 - 修復休眠模式的錯誤 - 簡化Windows驅動程式安裝時的對話 - 改善國際化支援 - 改善802.11 WIFI無線網絡支援 |
| 1.2 測試版   | 2007年3月28日  | - 支援Windows Vista x86(32-bit) - 更新驅動程式，包括Trackpad、AppleTime（sync）、音效、圖像、數據機及iSight照相機 - 支援Apple Remote（適用於iTunes及Windows Media Player） - 在Windows系統列增加存取Boot Camp資訊及行動的圖示 - 改善對韓文、中文、瑞典文、丹麥文、挪威文、芬蘭文、俄文及加拿大法文的鍵盤支援 - 改善Windows驅動程式的安裝過程 - 更新文件及Boot Camp內的Windows Help - Apple Software Update（適用於Windows XP及Vista） |
| 1.3 測試版   | 2007年6月7日   | - 支援MacBook Pro的backlit鍵盤 - Apple Remote pairing - 更新顯示卡驅動程式 - 改善Boot Camp驅動程式安裝器 - 改善對國際鍵盤的支援 - 修正本地化 - 更新Boot Camp內的Windows Help |
| 1.4 測試版   | 2007年8月8日   | - 支援MacBook Pro的backlit鍵盤 - Adds Apple Remote Pairing - 更新顯示卡驅動程式 - 改善Boot Camp驅動程式安裝器 - 改善對國際鍵盤的支援 - 更新Boot Camp內的Windows Help |
| 2.0          | 2007年10月26日 | - 更新Boot Camp控制台 - 更新鍵盤支援 - 更新驅動程式 - 本地化更新 - 支援最新Mac型號 - 更新Boot Camp內的Windows Help |
| 2.1          | 2008年4月24日  | - 支援Windows XP Service Pack 3 - 支援Windows Vista x64 (64位元) |
| 3.0          | 2009年8月28日  | - 支持在Windows下读取Mac系统的磁盘分区 - 支持Mac和Windows系统分区之间文件互相拷贝和读取 - 支援 Apple Cinema displays螢幕的進階功能 - 改進點觸版支援 - Windows下命令列版本的啟動磁碟控制台 |
| 3.1          | 2010年1月19日  | - 支援Windows 7（32及64位元版皆支援） |
| 3.2          | 2010年11月18日 | - 修正部份錯誤 - 支援ATI-Radeon HD 5870顯示卡、Apple USB乙太網路卡、MacBook Air SuperDrive光碟機 - 不再支援64位元版Windows Vista |
| 4.0          | 2011年7月20日  | - 隨Mac OS X 10.7 Lion發佈，或是新安裝 Boot Camp 時下載 - 只支援Windows 7，但從舊版升級前安裝的Windows XP仍可使用 |
| 5.0          | 2012年7月25日  | - 隨OS X 10.8 Mountain Lion發佈 - 不再支援32位元的Windows 7 - 支援64位元的Windows 7及Windows 8 |
| 5.1          | 2014年2月11日  | - 支援Windows 8.1 (64位元) |
| 5.1.2        | 2014年10月16日 | |
| 6.0          | 2015年8月13日  | - 支援Windows 10 (64位元) |
| 6.1          | 2016年9月20日  | - 僅在macOS Sierra及更新版本發行，只支援下列三種64位元版本Windows的全新安裝：Windows7、Windows 8.1、Windows 10 |
| 6.1.13       | 2020年10月26日 | - 提高使用内置麦克风时的录音质量 - 修复了在 16 英寸 MacBook Pro（2019 和 2020）和 13 英寸 MacBook Pro（2020）上 CPU 负载过重时可能出现的稳定性问题 |

## 請參閱
- VMware Fusion
- Parallels Desktop
- Apple的Intel平台遷移
- OSx86

## 外部連結
- 启动转换 - 官方Apple支持（简体中文）
- 啟動切換 - 官方Apple支援（繁體中文）
- 開機切換 - 官方Apple支援（繁體中文）
- Microsoft demos Vista on a MacBook Pro